# Фаївка
Фа́ївка — село в Україні, у Новгород-Сіверській міській громаді Новгород-Сіверського району Чернігівської області. До 2020 орган місцевого самоврядування — Ларинівська сільська рада.
Населення становить 359 осіб.

## Історія
За даними на 1859 рік у козацькому й власницькому селі Новгород-Сіверського повіту Чернігівської губернії мешкало 1079 осіб (516 чоловічої статі та 563 — жіночої), налічувалось 85 дворових господарств, існували православна церква й сільська розправа.
Станом на 1886 у колишньому державному й власницькому селі, центрі Фаївської волості, мешкало 1076 осіб, налічувалось 217 дворових господарств, існували православна церква, 2 постоялих будинки, крупорушка.
За переписом 1897 року кількість мешканців зросла до 1693 осіб (840 чоловічої статі та 853 — жіночої), з яких 1647 — православної віри.
12 червня 2020 року, відповідно до розпорядження Кабінету Міністрів України № 730-р «Про визначення адміністративних центрів та затвердження територій територіальних громад Чернігівської області», увійшло до складу Новгород-Сіверської міської громади.
19 липня 2020 року, в результаті адміністративно - територіальної реформи та ліквідації колишнього Новгород-Сіверського району, село увійшло до новоствореного Новгород-Сіверського району Чернігівської області.

## Відомі люди
- Карась Володимир Федорович (нар. 1944) — український графік.
- Курганський Іван Данилович — підполковник РСЧА, учасник німецько-радянської війни, Герой Радянського Союзу.